# Vikingehellebard
Vikingehellebard eller ofte blot hellebard er blevet brugt til at oversatte flere norrøne ord for stagevåben i forbindelse med vikingetidens rustning og våben, og i videnskabelige litteratur om vikingetiden. Ved omtale af vikingetidens våben er "hellebard" ikke det samme som en klassisk hellebard fra 1400-tallet, men mere bogstaveligt en "økse-på-stage", der omhandler et våben mere generelt af glavind-typen.
Vikingehellebarder omfatter atgeir, höggspjót, kesja, krókspjót og skægøkser. Våbnene omtales i de nordiske sagaer, men der er ikke gjort arkæologisk fund, der underbygger deres eksistens eller udformning.